# Acid methanesulfonic
Acid methanesulfonic (MsOH) là chất lỏng không màu với công thức hóa học CH3SO3H. Đây là hợp chất đơn giản nhất của acid alkylsulfonic. Muối và ester của acid methanesulfonic được gọi là mesylat (hoặc methanesulfonat, như trong ethyl methanosulfonat). Nó hút ẩm ở dạng tập trung. Acid methanesulfonic có thể được coi là một hợp chất trung gian giữa acid sulfuric (H2SO4), và methylsulfonylmethan (CH3)2SO2), thay thế một nhóm -OH một cách hiệu quả với một nhóm -CH3. Mô hình này không thể kéo dài thêm ở một trong hai hướng mà không phá vỡ nhóm -SO2. Acid methanosulfonic có thể hòa tan một lượng lớn các muối kim loại, nhiều trong số chúng có nồng độ cao hơn đáng kể so với acid hydrochloric hoặc acid sulfuric.

## Ứng dụng
Acid methanesulfonic được sử dụng làm chất xúc tác acid trong các phản ứng hữu cơ bởi vì nó là một acid mạnh không dễ bay hơi, tan trong dung môi hữu cơ. Acid methanosulfonic rất thuận tiện cho các ứng dụng công nghiệp vì nó ở dạng chất lỏng ở nhiệt độ môi trường, trong khi acid p-tolenesulfonic (PTSA) liên quan với nó lại là một chất rắn. Tuy nhiên, trong phòng thí nghiệm, PTSA sẽ thuận tiện hơn.
Acid methanesulfonic có thể được sử dụng trong quá trình tạo ra boran (BH3) bằng phản ứng acid methanesulfonic với NaBH4 trong dung môi aprotic như THF hoặc DMS, phức hợp của BH3 và dung môi được tạo thành.
Acid methanesulfonic được coi là một chất điện li hỗ trợ đặc biệt cho các ứng dụng điện hóa, nó là một chất thay thế thân thiện môi trường so với các chất điện phân acid khác được sử dụng trong quá trình mạ. Acid methanesulfonic cũng là chất điện phân được lựa chọn trong kẽm xeri (ceri(III) methanesulfonat) và pin chì acid (methanesulfonat).
Acid methanesulfonic cũng là một thành phần chính trong chất tẩy rửa. Nó được sử dụng để làm sạch bề mặt gỉ từ gốm, gạch ngói và đồ sứ mà thường có khả năng để tấn công acid.